# Belpahar
Belpahar es una ciudad y municipio situada en el distrito de Jharsuguda en el estado de Odisha (India). Su población es de 38993 habitantes (2011). Se encuentra a 294 km de Bhubaneswar y a 288 km de Cuttack.

## Demografía
Según el censo de 2011 la población de Belpahar era de 38993 habitantes, de los cuales 20299 eran hombres y 18694 eran mujeres. Belpahar tiene una tasa media de alfabetización del 82,77%, superior a la media estatal del 72,87: la alfabetización masculina es del 89,36%, y la alfabetización femenina del 85,59%. 